# Petar
Petar ist ein männlicher Vorname. Er ist eine serbische, kroatische, bulgarische und mazedonische Form von Peter.

## Namensträger
- Petar Chubtschew (* 1964), bulgarischer Fußballspieler und -trainer
- Petar Gojniković († um 917), Groß-Župan von Serbien
- Petar Jelić (* 1986), bosnisch-herzegowinischer Fußballspieler
- Petar Karađorđević (1844–1921), König von Serbien und Jugoslawiens, siehe Peter I. (Jugoslawien)
- Petar Karađorđević (1923–1970), König von Jugoslawiens, siehe Peter II. (Jugoslawien)
- Petar Kočić (1877–1916), bosnisch-serbischer Schriftsteller
- Petar Krstić (1877–1957), jugoslawischer Komponist
- Petar Kružić († 1537), kroatischer Adliger
- Petar Lazić (1960–2017), serbischer Schriftsteller
- Petar Metličić (* 1976), kroatischer Handballspieler
- Petar Graf Orssich (1907–1961), österreichischer Automobilrennfahrer und Adeliger
- Petar Pismestrović (* 1951), österreichischer Karikaturist
- Petar Radenković (* 1934), jugoslawischer Fußballtorwart
- Petar Šegedin (Schriftsteller) (1909–1998), kroatischer Schriftsteller.
- Petar Šegedin (Leichtathlet) (1926–1994), jugoslawischer Hindernisläufer
- Petar Škuletić (* 1990), serbischer Fußballspieler
- Petar Stojanow (* 1952), bulgarischer Politiker
- Petar Svačić († 1097), König von Kroatien
- Petar Trifunović (1910–1980), jugoslawischer Schachspieler und -theoretiker
- Petar Zrinski (1621–1671), kroatischer Adliger und Schriftsteller